# Monkey Island
Monkey Island (en español, Isla Mono, aunque el título se mantuvo en inglés para la versión española) es una saga de videojuegos de aventura gráfica producida y publicada por LucasArts, originariamente conocida como LucasFilms Games. Los juegos narran la historia de cómo Guybrush Threepwood intenta convertirse en el pirata más temido del Caribe, enfrentándose al malvado pirata LeChuck y conquistando el corazón de la gobernadora de la isla Mêlée, Elaine Marley.
Ron Gilbert, el creador de la serie, solo trabajó en los dos primeros juegos antes de abandonar LucasArts. Los derechos de Monkey Island siguieron siendo propiedad de LucasArts, y el tercer y cuarto juegos fueron publicados sin la aportación de Gilbert. Más tarde volvió a trabajar con Monkey Island, siendo el asesor de la quinta entrega, compuesta por cinco capítulos cortos producidos por Telltale Games con licencia de LucasArts. La sexta entrega fue la primera en ser desarrollada sin el trabajo de LucasArts.

## Los Juegos

### The Secret of Monkey Island
The Secret of Monkey Island (1990) fue el quinto juego en usar la tecnología SCUMM (tras Maniac Mansion, Zak McKracken, Indiana Jones and the Last Crusade y Loom), un potente (para la época) motor para aventuras gráficas, basado en un lenguaje script propio y desarrollado para la primera aventura: Maniac Mansion. La aventura gráfica debutó primeramente en las plataformas Amiga, Atari ST, MS-DOS y Macintosh, siendo las dos primeras las de superior calidad hasta la llegada de la versión VGA y, finalmente, en CD-ROM con mejoras de sonido. Desde el 15 de julio de 2009 se encuentra disponible una edición especial realizada en alta definición (1920x1080), con un total rediseño gráfico y doblaje. Como curiosidad es posible alternar entre esta versión y la clásica mientras se está jugando, pudiendo observar los cambios realizados.
LucasArts fue la compañía que lanzó este juego al mercado, cuyos creadores fueron Ron Gilbert, Steve Purcell, Tim Schafer y Dave Grossman, dirigidos por el propio Gilbert.
El protagonista de la historia es Guybrush Threepwood, un joven que llega a la isla con la intención de convertirse en pirata, pero para ello deberá pasar por una serie de pruebas, recorriendo toda la isla y, una vez logrado, viajar a la mítica Monkey Island, donde deberá enfrentarse al terrible pirata fantasma LeChuck para rescatar a su nuevo amor Elaine Marley.
Sus frases tienen un gran sentido del humor.

#### Capítulos deThe Secret of Monkey Island
- Las tres pruebas
- El viaje
- Bajo Monkey Island
- Guybrush se lía a golpes

### Monkey Island 2: LeChuck's Revenge
En la segunda parte, encontramos a un Guybrush Threepwood rico que se lanza en búsqueda de nuevas aventuras. Sin embargo pronto es despojado de su dinero por Largo LaGrande, un matón que aterroriza la isla Scabb. Deberá hallar el mítico tesoro del Big Whoop, y recuperar de paso el amor de Elaine Marley, volviéndose a enfrentar al pirata, ahora zombi, LeChuck.
Publicado en 1991, fue realizado con el mismo motor por los mismos autores, y distribuido originalmente en disquete, con gráficos VGA para luego ser distribuido por separado y más tarde junto con la primera parte, en CD-ROM. Al igual que su predecesor, se encuentra disponible desde el 7 de julio de 2010 una edición especial realizada en alta definición (1920x1080), con un total rediseño gráfico y con doblaje. El juego tiene un inesperado final, del que se ha dicho que es el más desconcertante de la historia de los videojuegos.

#### Capítulos deMonkey Island 2: LeChuck's Revenge
- El Embargo de Largo
- Las cuatro piezas del mapa
- La fortaleza de LeChuck
- Isla Dinky

### The Curse of Monkey Island
En 1997 se publicó la tercera entrega, de nuevo utilizando el SCUMM (fue el último título de LucasArts que utilizó este sistema), pero en una versión mucho más avanzada que permitía gráficos de alta resolución, haciéndolo parecer una película de animación.
Al haber abandonado para entonces la empresa los autores de anteriores entregas, el juego tiene otros autores, Jonathan Ackley (que participó en The Dig) y Larry Ahern.
Guybrush Threepwood debía esta vez devolver su forma humana a Elaine, convertida en oro por el hechizo de un anillo maldito. Esta vez, LeChuck se transformará en un pirata demonio, y se cruzará de nuevo con Guybrush y Elaine.

#### Capítulos deThe Curse of Monkey Island
- El Fallecimiento del Pirata Zombie Lechuck
- La Maldición Empeora
- Tres velas al viento
- El camarero, los ladrones, su tía y su amado
- El Beso del Mono Araña
- Guybrush machaca otra vez

### La Fuga de Monkey Island
Realizado en 2000, utilizó el motor GrimE utilizado anteriormente para Grim Fandango, por lo que sus gráficos son también "semitridimensionales". En España salió como "La Fuga De Monkey Island", convirtiéndose en el primer juego de la saga en salir en España con parte del título traducido. Actualmente está disponible para su descarga en GoG.com exclusivamente.
Los veteranos de LucasArts Sean Clark y Michael Stemmle, que ya participaron en Sam & Max: Hit the Road fueron los encargados y autores del proyecto.
Narra el retorno de Guybrush y Elaine de su luna de miel, para encontrarse con que ella ha sido declarada oficialmente muerta, y van a demoler su mansión. Por supuesto eso supone la convocatoria de elecciones para elegir al nuevo gobernador de Isla Mêlée, pero esta vez no se da el típico caso "Cuando sólo hay un candidato sólo hay una elección", ya que Elaine tendrá que vérselas en las urnas con Charles L. Charles. El intento de solucionar estos problemas no es más que el principio de una historia que llevará a Guybrush de vuelta a Monkey Island.

#### Capítulos deLa Fuga de Monkey Island
- Cosas que hacer en Isla Mêlée cuando estés muerto
- La Furia del Manatí
- La Fuga de Monkey Island
- Guybrush da inusualmente un cabezazo

### Tales of Monkey Island
Tales of Monkey Island es una saga de aventura de cinco capítulos mensuales, fue producida por Telltale Games para PC, Mac y Wii, y su fecha de lanzamiento fue el 7 de julio de 2009.
Durante una acalorada batalla con su némesis, el malvado pirata LeChuck, Guybrush inintencionalmente libera una maliciosa maldición que se dispersa velozmente por el Caribe, convirtiendo a los piratas en zombis monstruosos. La sacerdotisa vudú envía a Guybrush en la búsqueda de "La Esponja Grande", una legendaria esponja marina que le permitirá frenar la epidemia, pero esta aparentemente sencilla misión tiene insospechables sorpresas.

#### Capítulos deTales of Monkey Island
- Lanzamiento del Grito del Narval
- El sitio de Spinner Cay
- Guarida del Leviatán
- El juicio y la ejecución de Guybrush Threepwood
- La rebelión del Dios Pirata

### Return to Monkey Island
Return to Monkey Island fue anunciado por la distribuidora Devolver Digital mediante un video el 4 de abril de 2022 mediante una licencia de LucasArts y desarrollada por Terrible Toybox y cuenta con la participación del autor de las dos primeras entregas Ron Gilbert, colaborando de nuevo con Dave Grossman. El juego salió a la venta del 19 de septiembre de 2022 para PC y Nintendo Switch. El juego retoma la historia a partir del final de Monkey Island 2: LeChuck's Revenge, pero la trama respeta el resto de títulos de la saga para que también sean considerados canónicos y se introducen nuevas islas y lugares que se pueden visitar durante la aventura. 

## Edición Especial

### The Secret of Monkey Island: Special Edition
Fue lanzado el 15 de julio de 2009. Es el regreso de la primera parte de la saga Monkey Island, pero en alta definición, música remasterizada y con las voces de The Curse of Monkey Island.
La interfaz también se ha mejorado para la ocasión, ocultando la famosa tabla de verbos (comandos, órdenes) y el inacabable inventario. Así mismo, la edición especial incluye un sistema de pistas, algunas escenas que se omitieron en la versión original por falta de espacio -como un primer plano del locuaz Spiffy, el perro del Scumm Bar que nos resumía la situación sin darnos cuenta- y la posibilidad de volver a los gráficos de antaño con tan solo pulsar un botón.
Sin embargo, la versión clásica no tiene los textos en español, algo incomprensible pues la traducción ya existía y de hecho se usa con la visión renovada.

### Monkey Island 2 Special Edition: LeChuck's Revenge
A la venta desde el 7 de julio de 2010. Al igual que ocurría en la Edición Especial de Monkey Island 1, en este caso nos encontramos con el "remake" de la segunda parte de la saga Monkey Island, donde el juego ha sido completamente reeditado utilizando gráficos en alta definición y música remasterizada.
De nuevo la interfaz de acciones se vuelve más gráfica y junto al panel de inventario quedan ocultos para dar prioridad a los gráficos de cada escena del juego. También en esta edición especial contaremos con un sistema de pistas (aunque uno de los retos del juego consiste en completarlo sin usar ni una sola ayuda de este tipo). Y como ya ocurría en la edición especial de Monkey Island 1, se podrá acceder en cualquier momento a la versión clásica del juego de forma instantánea simplemente pulsando un botón para posteriormente, si lo deseamos, regresar del mismo modo a la nueva versión y así comprobar los contrastes entre ambas versiones.
Además como extra se incluyen a lo largo del juego la opción de escuchar los comentarios de los creadores del juego original entre ellos Ron Gilbert que analizan cada escena y situación por las que pasa el personaje protagonista.

### Monkey Island Edición Especial Colección
El 9 de septiembre de 2011 salió en Europa para PlayStation 3, Xbox 360 y PC un recopilatorio en formato físico de los dos primeros juegos remasterizados: The Secret of Monkey Island: Special Edition y Monkey Island 2 Special Edition: LeChuck's Revenge.
Además de los dos juegos en sí, el disco viene con numerosos extras, como la banda sonora de ambos juegos, y el boceto y el guion de una película de Monkey Island, desarrollada por Industrial Light & Magic que nunca llegó a ver la luz.